# Język bondei
Język bondei – język z rodziny bantu, używany w Tanzanii. W 1972 roku liczba mówiących wynosiła ok. 30 tys.